# Jet Propulsion Laboratory

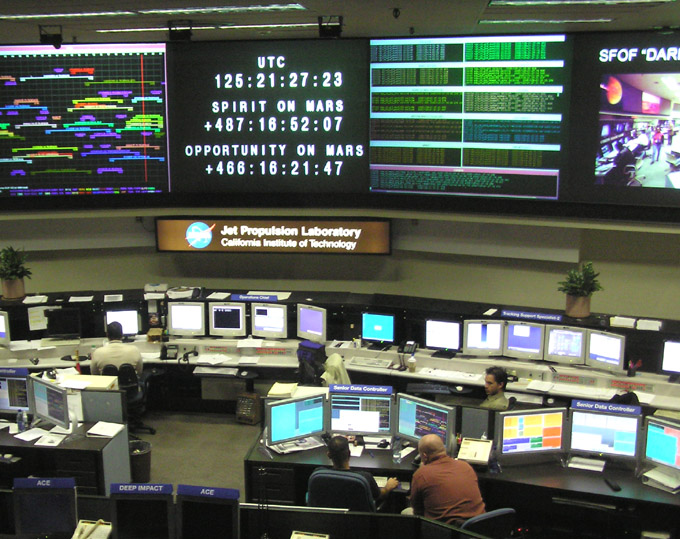
A NASA Jet Propulsion Laboratory űrközpontjának repülésirányító-központja

A Jet Propulsion Laboratory (JPL) a NASA egyik űrközpontja Pasadena közelében, Kaliforniában. Magyar kapcsolata is van, mert az Amerikába emigrált neves áramlástani fizikus és mérnök, Kármán Tódor alapította és ő volt az első igazgatója is 1938 és 1944 között. Itt dolgozott 30 éven át Bejczy Antal magyar származású mérnök, robotkonstruktőr is, aki a Sojourner marsautó robot fejlesztésében vett részt.

## Története

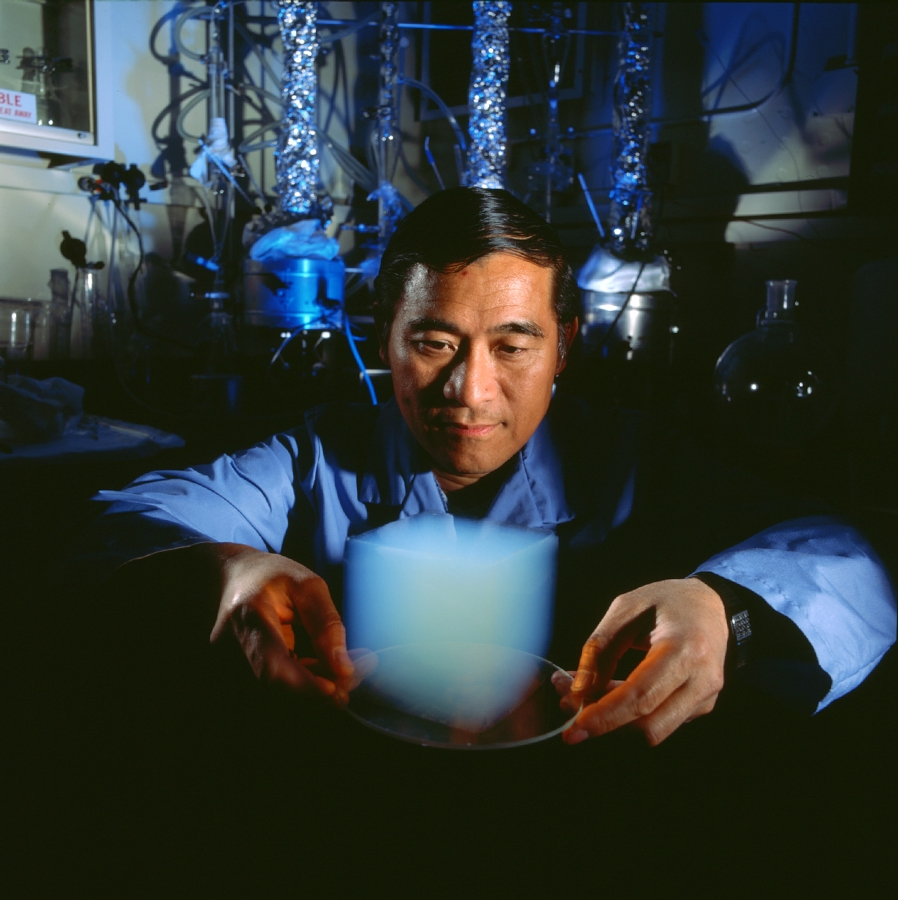
Az aerogél elnevezésű szuperkönnyű anyag, amelyet a kozmikus por gyűjtésére is fölhasználtak már. Az aerogélt a NASA Jet Propulsion Laboratory űrközpontjában fejlesztették ki

Rakétafejlesztő központként alakult, ahogyan a neve is jelzi: Sugárhajtási Laboratórium és a Kaliforniai Műszaki Egyetem, a neves California Institute of Technology (Caltech) keretében szerveződött meg. Az amerikai hadsereg számára történő rakétafejlesztéseket 1954-től a huntsville-i csoporttal együtt végezték. A NASA 1958-as megalakulása után a NASA keretei között a bolygókutatási profil került a Sugárhajtási Laboratóriumhoz. A legfontosabb bolygókutatási programok a Ranger-programmal és a Surveyor-programmal kezdődtek, majd a neves Hold, Mars, Vénusz, Jupiter és Szaturnusz felé indított űrszondákkal folytatódtak. Ma is az űrközpont legfontosabb feladata a bolygókutató szondák tervezése, építésének szervezése, repülésirányítása. A következő fejezet fölsorolja a nevezetesebb bolygókutatási programokat.

## Főbb fejlesztések
- Explorer-program
- Ranger-program
- Surveyor-program
- Mariner-program
- Pioneer-program
- Viking-program
- Voyager-program
- Magellan űrszonda
- Galileo
- Deep Space
- Mars Global Surveyor
- Cassini–Huygens
- Stardust
- Mars Odyssey
- Mars Pathfinder
- Mars Exploration Rover
- Spitzer űrtávcső
- Mars Reconnaissance Orbiter
- Phoenix űrszonda
- Mars Science Laboratory